# Camerino
Camerino település Olaszországban, Marche régióban, Macerata megyében. Lakosainak száma 6150 fő (2023. január 1.). Camerino Caldarola, Castelraimondo, Fiastra, Muccia, Valfornace, Pioraco, Sefro, Serrapetrona és Serravalle di Chienti községekkel határos.

## Híres emberek
- Itt született Antonio Napolioni olasz főpap (1957. december 11. –)

## Népesség
A település népességének változása:
| Lakosok száma | 7007 | 6956 | 6150 |
|               | 2017 | 2018 | 2023 |